# Soumaoro Kanté
Soumaoro Kante (czasami nazywany Sumanguru Kante) – trzynastowieczny król ludu Sosso w regionie Takrur. Wziął we władanie Koumbi Saleh, stolicę niedawno rozwiązanego Imperium Ghany, kontynuował zdobywanie kilku sąsiednich krain, włączając lud Mandingo na obszarze dzisiejszego Mali. Jednak książę Mandingo Sundiata Keita stworzył koalicję mniejszych królestw, by przeciwstawić się agresji Soumaoro Kante, i w 1240 roku pokonał Sosso w bitwie pod Kiriną, po czym rozpoczął budowę nowego dominanta w regionie – Imperium Mali.